# Uljara obitelji Cambi
Uljara obitelji Cambi, uljara u Kaštel Kambelovcu, zaštićeno kulturno dobro.

## Opis dobra
Nalazi se na adresi Trg Gančevića. Smještena je uz sjeverni bedem utvrđenog naselja kojeg podiže Frane Cambi 1566. godine u današnjem Kaštel Kambelovcu. Longitudinalna prizemnica orijentirana je u smjeru sjever-jug. Južno pročelje markiraju ulazna vrata lučnog završetka dok je zapadno rastvoreno jednostavnim vratima i po jednim izduženim pravokutnim prozorom sa svake strane vrata. U operatu katastra iz 1831. godine ova se zgrada navodi kao ‘uljara s kućom na jedan kat’ u vlasništvu Sebastijana Cambija. Propašću imanja obitelji Cambi krajem 19.st. uljara prelazi u posjed bratovštine te se naziva ‘Bratska makinja’ koja je bila u funkciji sve do II. svj. rata.

## Zaštita
Pod oznakom Z-7309 zavedena je kao nepokretno kulturno dobro - pojedinačno, pravna statusa zaštićena kulturnog dobra, klasificirano kao "profana graditeljska baština".